# Platysepalum inopinatum
Platysepalum inopinatum är en ärtväxtart som beskrevs av Hermann August Theodor Harms. Platysepalum inopinatum ingår i släktet Platysepalum och familjen ärtväxter. Inga underarter finns listade i Catalogue of Life.